# Le Grand Canal à Venise (Signac)
Pour les articles homonymes, voir Le Grand Canal à Venise.
Le Grand Canal à Venise est un tableau peint par Paul Signac en 1905. Il mesure 73,5 cm de haut sur 92,1 cm de large et représente le Grand Canal de Venise. Il est conservé au musée d'Art de Toledo, à Toledo, dans l'Ohio, aux États-Unis.

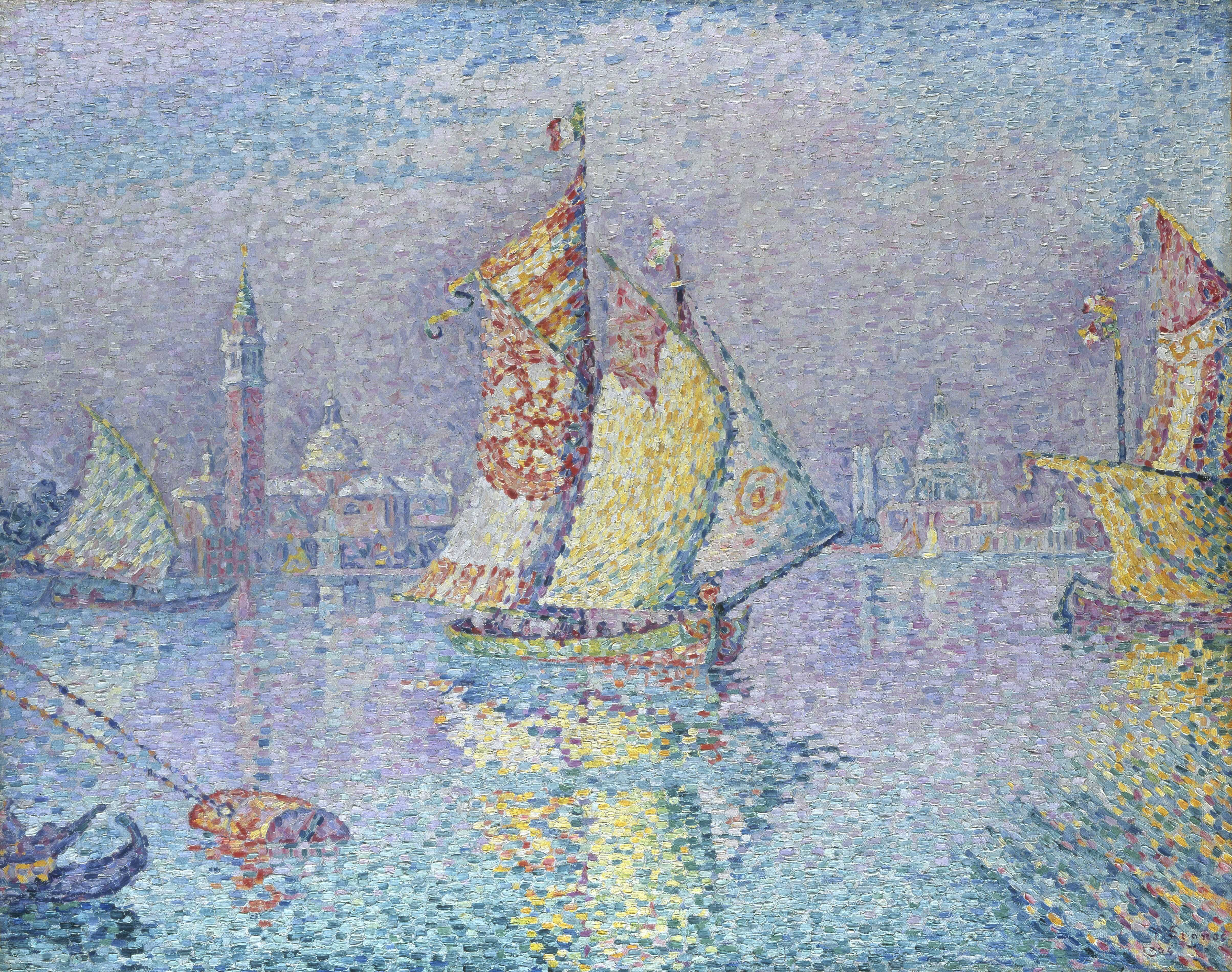
Venise, la voile jaune, 1904 – Musée des Beaux-Arts et d'Archéologie de Besançon, Besançon.